# Benjamin Pulleyn
Benjamin Pulleyn (mort el 1690) va ser el tutor d'Isaac Newton a la Universitat de Cambridge. Pulleyn va ser Regius Professor de Grec de 1674 a 1686. Va ser conegut com un "pupil monger", que volia dir que havia augmentat els seus ingressos agafant alumnes extres.
Pulleyn va ser admès com a sizar al Trinity College de Cambridge en 1650, va estudiar allà el 1651 i es va gradkuar en BA en 1653-4, MA en 1657. Va ser membre de la Fellow of Trinity el 1656. Regius Professor de Grec el 1674, va esdevenir Rector de Southoe quan es va retirar de la seva càtedra el 1686.